# John Muter
John Muter, né à Glasgow le 27 février 1841 et mort le 19 novembre 1911 à Worthing, est un chimiste écossais. 

## Biographie
Fils d'un professeur de médecine, il étudie à l'université de Glasgow et obtient de nombreux prix mais, de santé fragile, interrompt sa carrière pour voyager en France, en Allemagne et en Autriche. Après un doctorat à l'université de Rostock, il revient au Royaume-Uni et y remarquant la carence du pays dans la formation de pharmacien, enseigne le sujet dès 1868 à titre privé puis fonde en 1872 l’École de Chimie et de Pharmacie située au 289 Kennington. Road à Londres. L'école prend le nom de Muter School of Pharmacy et est la première école de ce type à ouvrir ses portes à la formation d'étudiantes. Elle forme ainsi de nombreuses personnalités en chimie analytique et pharmacie telles Rose Coombes Minshull (en). Après le Technical Instruction Act of 1889 ouvrant deux écoles publiques polytechniques, la Muter School of Pharmacy est placée en liquidation le 5 décembre 1900. Elle est de nouveau créée en 1904 et existe alors jusqu'en 1924 sous le nom The London College of Chemistry, Pharmacy and Botany, incorporating the South London School of Pharmacy (Muter’s).
Président de la Society for Analytical Chemistry (1879-1880), John Muter est l'auteur de nombreux articles publiés dans The Analyst dont il est le cofondateur en 1877 et qu'il coédite jusqu'en 1891.

## Publication
- 1887 : A short manual of analytical chemistry